# Valle sacra degli Incas

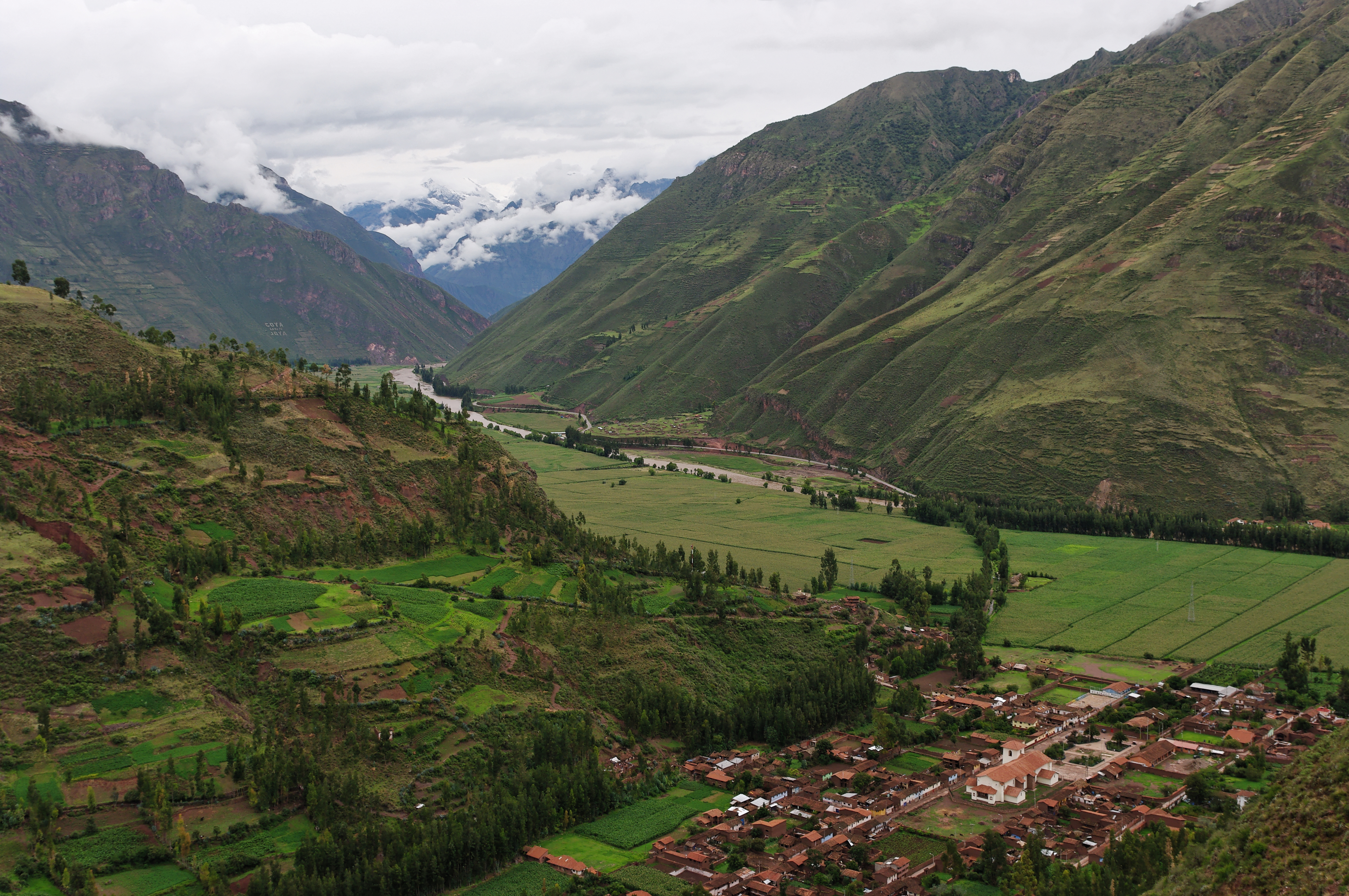
La valle sacra degli Incas, El Valle Sagrado de los Incas

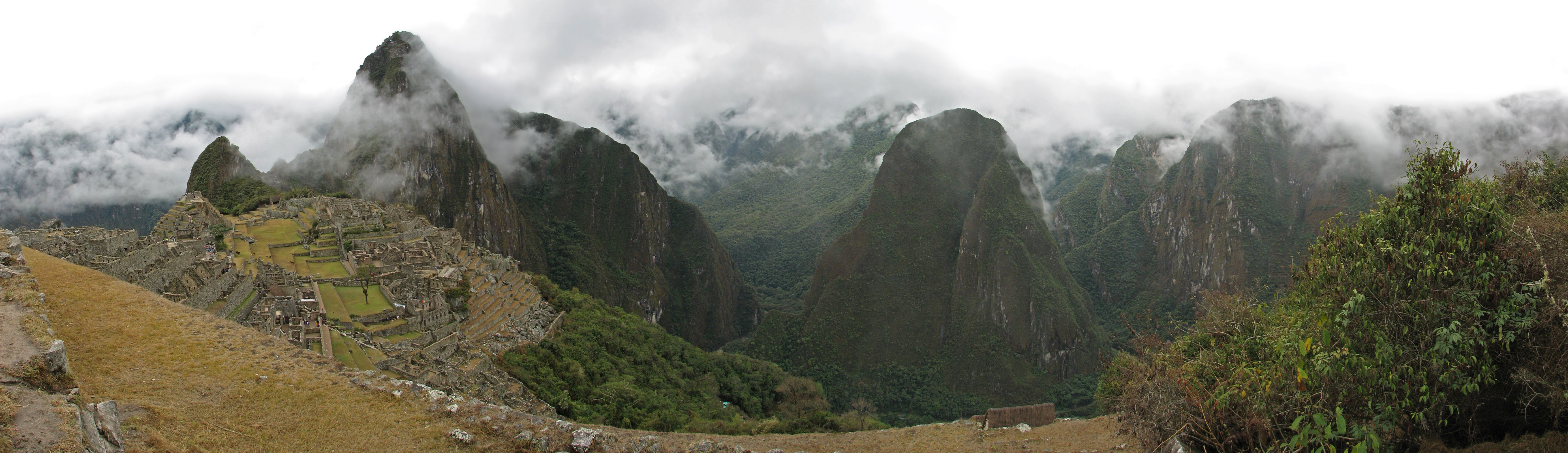
Da Machu Picchu vista della valle di Urubamba

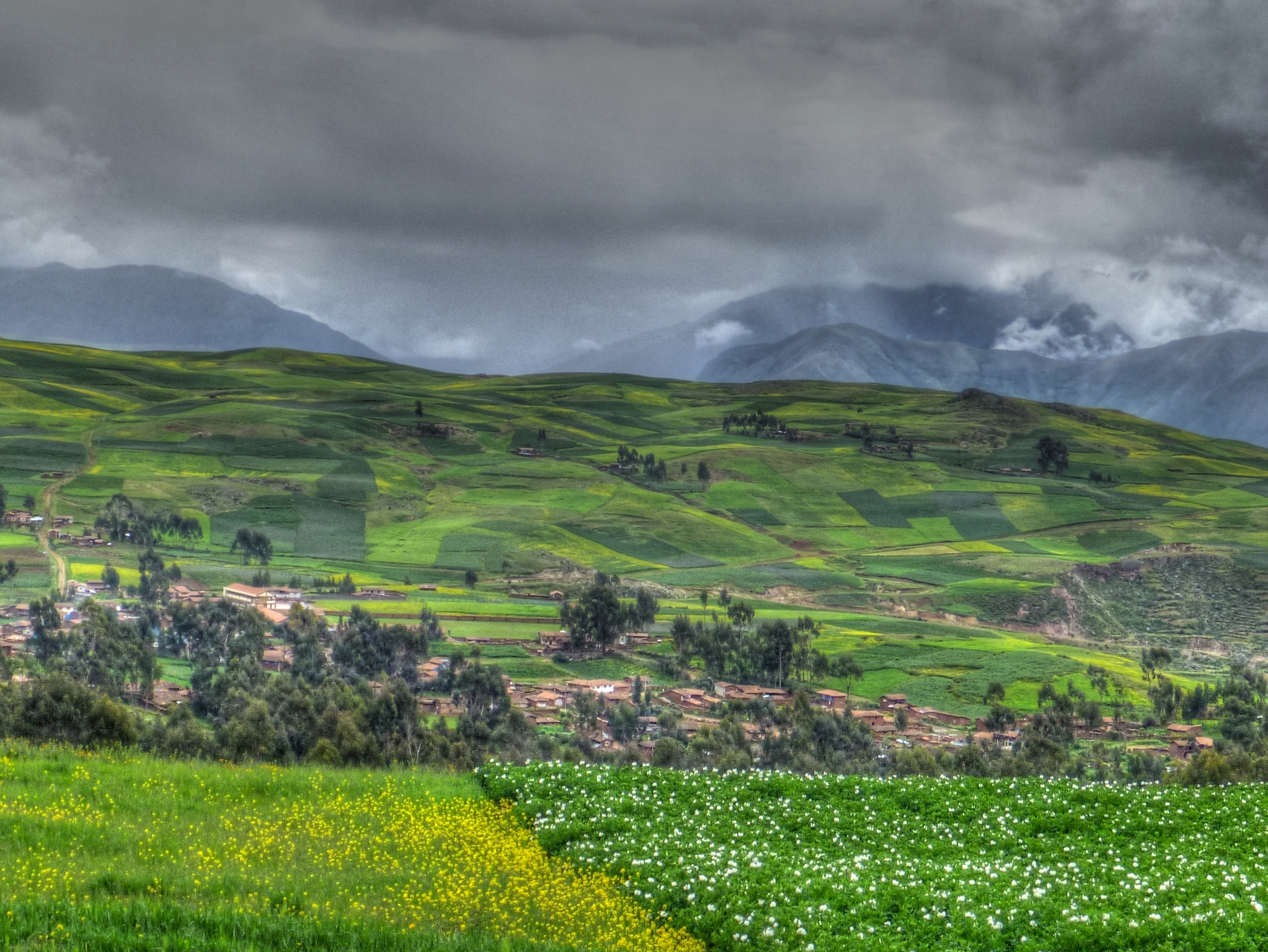
La valle sacra degli Incas

La valle sacra degli Incas è la valle del fiume Urubamba nelle Ande peruviane, vicino a Cusco, capitale dell'Impero Inca, e al sito archeologico di Machu Picchu. Si trova nell'attuale regione di Cusco. In alcuni documenti di epoca coloniale viene chiamata "Valle di Yucay". Secondo alcune ricerche questa valle è stata il cuore dell'impero Inca.

## Descrizione
La valle comprende generalmente il territorio tra Calca e Lamay, Písac e Ollantaytambo ed è stata formata dal fiume Urubamba, noto anche come fiume Vilcanota, in lingua aymara, o Wilcamayu che in quechua, la lingua franca parlata in tutto l'impero, significa Fiume Sacro. Il corso d'acqua è alimentato da numerosi affluenti che scendono attraverso le valli e le gole adiacenti, e contiene numerosi resti archeologici e villaggi. La valle era apprezzata dagli Incas per le sue particolari qualità geografiche e climatiche. Fu una delle aree più importanti dell'impero per le sue ricchezze naturali e per la produzione di mais a nord di Pisac.
Si suppone che i primi Incas dovessero provenire da Wimpillay, dove sono state scoperte le loro mummie. Gli inca iniziarono la coltivazione del mais in larga scala nel XV secolo come agricoltura urbana basata su varietà provenienti da Moray, che fu allo stesso tempo un luogo di stoccaggio e sviluppo di nuove qualità di grano.